# Годованец, Никита Павлович
Никита Павлович Годованец (укр. Микита Павлович Годованець; 14 (26) сентября 1893, с. Окнина, Подольская губерния (ныне Голованевский район,  Кировоградская область) — 27 июля 1974, Каменец-Подольский) — украинский советский поэт-баснописец, переводчик.

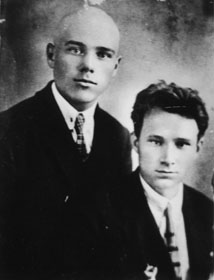
Годованец (стоит)

## Биография
Из крестьян. В 1906 году окончил педагогическую школу. В молодости учительствовал. В 1914—1918 годах – на воинской службе.
Работал в редакциях газет «Червоний край» (Винница), «Радянська Волинь» (Житомир). С 1925 г. – участник литературной организации «Плуг».
Окончил Каменец-Подольский национальный университет имени Ивана Огиенко.
В январе 1937 года — репрессирован, арестован в Киеве. Решением особого совещания при НКВД от 13 июня 1937 года выслан на Среднюю Колыму, где пробыл до 1947 года.
В 1954 году ему официально было разрешено поселиться в Каменце-Подольском.
Реабилитирован в сентябре 1957 года.

## Творчество
Печататься начал в 1917 году. В 1927 году вышел сборник его басен «Бедняк Клим», затем сборники «Парася на заупокойной службе» (1929), «Долгоносики» (1930), «Трактор и Рало» (1931), «Басни» (1932), в которых освещались злободневные темы из жизни украинского села периода коллективизации. 
Занимался переводами и перепевами басен Д. Бедного (1920), басен Эзопа (сборник «Река мудрости», 1964), Леонардо да Винчи, Федра и Бабрия (1967), басен И. Красицкого (1969), Лафонтена и др.

## Избранные произведения
- Байки, К., 1957;
- Байки, т. 1—2 , К., 1968;
- Байки i притчi, Львiв, 1970; в рус. пер. — Соловей в курятнике, М., 1960.

## Память
- Именем поэта названа улица в Каменце-Подольском (ранее Садовая).